# ژولیان ال فارس
ژولیان ال فارس (فرانسوی: Julien El Fares‎؛ زادهٔ ۱ ژوئن ۱۹۸۵) دوچرخه‌سوار اهل فرانسه است.
از باشگاه‌هایی که در آن رکاب زده‌است می‌توان به دلکو–مارسی پوونس کی‌تی‌ام، تیم دوچرخه‌سواری کوفیدیس، تیم دوچرخه‌سواری نووو نوردیسک، تیم دوچرخه‌سواری سوجاسون و دلکو–مارسی پوونس کی‌تی‌ام اشاره کرد.